# بخش وین
بخش وین (به فرانسوی: Arrondissement de Vienne) یک بخش در فرانسه است که در ایزر واقع شده‌است.